# Comuna Ustea, Koreț
Ustea (în ucraineană Устя) este o comună în raionul Koreț, regiunea Rivne, Ucraina, formată din satele Dermanka, Frankopil și Ustea (reședința).

## Demografie
Componența lingvistică a comunei Ustea
     Ucraineană (99,58%)
     Alte limbi (0,42%)
Conform recensământului din 2001, majoritatea populației comunei Ustea era vorbitoare de ucraineană (99,58%), existând în minoritate și vorbitori de alte limbi.